# 穂積清軒
穂積 清軒（ほづみ せいけん、天保7年（1836年）正月 - 明治7年（1874年）8月29日）は、幕末から明治期の三河吉田藩士、幕臣、蘭学者、教育者。清軒は隠居後の号で、通称は清七郎、諱は英哲。

## 経歴
天保7年（1836年）、三河吉田藩の筆頭御用人であった穂積喜左衛門英彦の長男として江戸の藩邸で生まれた。長じて近習として召し出され武技を修めていたが、20歳のころ、母方の叔父の中島三郎助の勧めで蘭学を志すようになった。公務の合間を縫って坪井信道の塾に1年ほど入門したが、攘夷論が高まる中、同僚たちの妨害を受け、はかどらなかった。
安政3年（1856年）、軍制を洋式に改めるよう建白書を提出した後、休職を願い出て村田蔵六、次いで高畠五郎（眉山）の塾で4年間学び、蘭学を修めた。25歳のころ家に帰ったがリューマチに罹患、母の死や脳部に重患を発するなどの不運に見舞われた。
文久2年（1862年）、中島の推薦で軍艦操練所翻訳方出役として幕府に召し出されたが、藩内では浮いた存在となり、藩邸から根岸に居を移した。元治元年（1864年）には親交の厚い近藤誠一郎や堀江俊吉と海軍幼年学校の設立を建白している。
慶応元年（1865年）、友人の関根録三郎の紹介で中村道太郎と出会う。協議の上、清軒は赤坂に私塾を開いて洋学を教授し、関根は入塾して洋式兵学を学ぶこととした。中村は国元に戻り有志を集め、阿部泰蔵、鈴木玄仲らを江戸に送り出した。
慶応2年（1866年）、藩に呼び戻されて公用人となり、蘭学を教授するとともに藩政を補佐することを命じられた。翌慶応3年（1867年）10月、松平信古に将軍を警護するため海路での上阪を進言、幕府より翔鶴丸を借り受けた。10月末に自身は偵察を兼ねて陸路で先発した。暴風の影響もあり、信古の到着は12月25日となった。
慶応4年（1868年）1月6日、鳥羽・伏見の戦いでの敗戦により大坂城が混乱する中、信古の前で重臣会議が行われ、強硬な佐幕論者であった清軒により、吉田藩は幕府方としての参戦することが決定された。その夜、徳川慶喜が大坂から脱出したのを聞きつけた信古は、密かに吉田へ帰還してしまう。翌朝それを知った清軒もまた江戸藩邸に戻った。
1月12日に吉田藩は新政府に恭順すること決め、江戸詰の藩士は谷中の下屋敷に集められて帰藩の命令を待つこととなった。5月15日、上野戦争が始まると彰義隊から支援を求める使者が来訪し、清軒が応対にあたった。恭順に納得していない数十人の藩士が脱藩して彰義隊に加わったため、清軒も加勢した嫌疑をかけられて5月中旬の帰藩後に入獄することになった。父・喜左衛門も連座して家禄を削減され、同年死去した。家督は弟の寅九郎が継ぎ、清軒は隠居蟄居となった。以来、肺患や背中の腫瘍に苦しめられつつ、英学や殖産の研究に励んだ。
維新後はたびたび仕官を求められたが応じることなく、明治4年（1871年）に中村道太、鈴木玄仲、関根録三郎と洋学塾好問社を旧吉田城内に設立し社主となっている。好問社は士族だけではなく、商家・農家の子弟も広く受け入れ、当時としては珍しく女子教育に取り組むなどの先進性で盛況であった。
翌明治5年（1872年）2月5日、妻・志毛が亡くなり、自身も頭部の腫瘍が悪化、病魔に侵されながらも教育に力を注いだが、明治7年（1874年）8月29日、大量に喀血して死去した。38歳であった。愛知県豊橋市上伝馬町の光明寺に葬られたが廃寺となり、墓所は豊橋市松葉町の称名院にある。